# Bratislavská regionálna koľajová spoločnost’

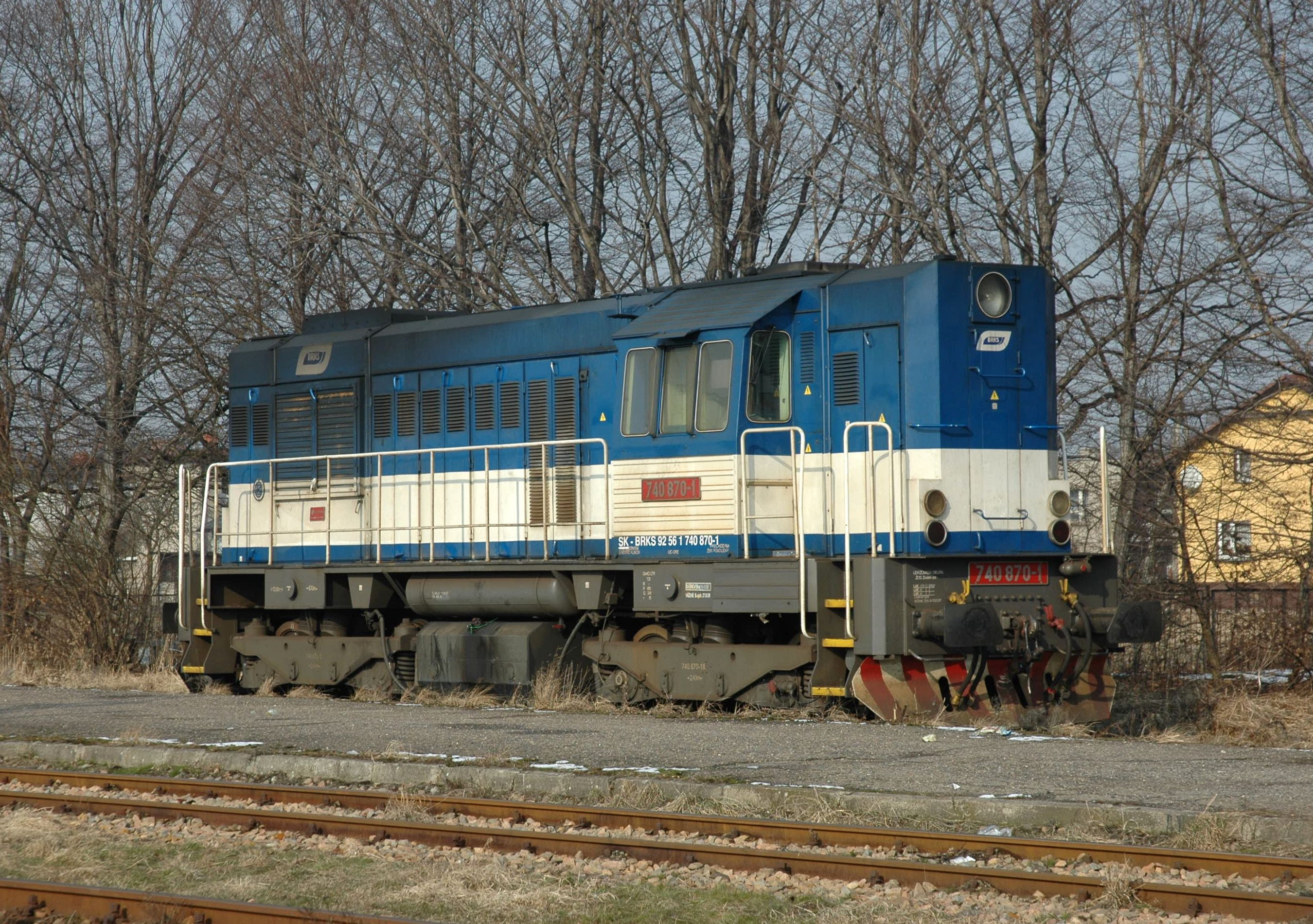
Lokomotive Baureihe 740 BRKS

Bratislavská regionálna koľajová spoločnosť (BRKS) (deutsch wörtlich: Bratislavaer regionale Schienengesellschaft) ist ein
Eisenbahnverkehrsunternehmen mit Sitz in der slowakischen Hauptstadt Bratislava.

## Geschichte
BRKS ist das erste private Eisenbahnverkehrsunternehmen in der Slowakei, das nach 1945 Schienenpersonenverkehr (SPNV) betrieben hat. Die BRKS ist eine Öffentlich-Private Partnerschaft (PPP), die vom Bratislavský kraj (Region Bratislava) und privaten Unternehmen (Euroconsultants s.r.o., Prag) im Jahr 2003 gegründet wurde, um in diesem Gebiet SPNV-Dienstleistungen zu erbringen.
Ab Juli 2003 betrieb BRKS Personenzüge auf der Strecke Záhorská Ves – Zohor und weiter nach Bratislava und ab Dezember 2003 zwischen Rohožník und Zohor und weiter nach Bratislava, nachdem ZSSK den Betrieb auf diesen ländlichen Strecken eingestellt hatte. Ferner existierten Pläne, Personenzüge von der slowakischen Hauptstadt nach Malacky und Trnava zu führen. Aufgrund der slowakischen Bahngesetze wurde dies aber ab 2004 unmöglich.
Daher betreibt BRKS seit August 2004 auch Güterzugsverkehr (open access trains) innerhalb der Slowakei (Kúty – Bratislava – Dunajská Streda – Komárno) und arbeitet im grenzüberschreitenden Verkehr mit den ausländischen Staatsbahnen ČD, MÁV und PKP Cargo sowie mit den Privatbahnen Unipetrol Doprava (Tschechien), der Central European Railway (Ungarn), den Wiener Lokalbahnen Cargo und Veolia Slowakei (Sloveo) zusammen.
Seit 2005 ist BRKS nach eigenen Angaben unter den drei slowakischen Privatbahnen hinsichtlich der Transportmengen führend. Zu den Hauptauftraggebern zählten Holcim (Zement), Mittal (Stahl), PSA Trnava (Pkw), Duslo Šaľa a.s. – Istrochem.
Im Februar 2006 wurden die ersten Elektrolokomotiven von den ČD durch einen Leasingvertrag erworben.
Seit April 2007 hat BRKS eine Filiale am ostslowakischen Grenzübergang Čierna nad Tisou – Tschop (Ukraine), wo im Juni 2007 der erste private Güterzug aus der Ukraine in die Slowakei verkehrte.

## Mitgliedschaften
BRKS ist Mitglied der Gemeinschaft der Europäischen Bahnen und seit Dezember 2006 Gründungsmitglied der United Railways.